# Rhian Ramos
Rhian Denise Ramos Howell (* 3. Oktober 1990 in Makati City, Philippinen) ist eine philippinische Schauspielerin.

## Leben
Rhian Ramos besuchte die katholische De La Salle Santiago Zobel School in Muntinlupa City. Mit 15 Jahren hatte sie erste Auftritte im Fernsehen, zunächst vorwiegend in Werbespots. Insbesondere der Spot für McDonald’s Eiscreme-Produkt Jelly Trio machte sie bekannt. Mit ihrer ersten Serienrolle im Jahr 2006 als Leah Lazaro in Captain Barbell begann sie eine langjährige Zusammenarbeit mit dem GMA Network. 2007 folgten weitere umfangreiche Rollen in den Serien Lupin und My Only Love. Im gleichen Jahr debütierte sie auf der großen Leinwand, als Monique in dem romantischen philippinischen Drama The Promise. Auch bei diesem und weiteren Filmen, in denen Ramos auftrat, handelte es sich um GMA-Produktionen. Für ihre Darstellung der Ruth in dem Horror-Thriller Ouija wurde sie mit dem Golden Screen Award der Entertainment Press Society in der Kategorie „Breakthrough Performance by an Actress“ ausgezeichnet.
Weitere Kino- und Fernsehauftritte folgten. So spielte Ramos 2009 unter anderem Jodi/Jenna in der Soap Stairway to Heaven an der Seite von Dingdong Dantes. In The Rich Man's Daughter (2015) übernahm sie die Rolle von Jade, einer jungen Frau aus wohlhabender Familie, die erkennt, dass sie lesbisch ist. Dabei spielte Glaiza de Castro ihre Partnerin. Abseits ihrer Tätigkeit für GMA übernahm Rhian Ramos eine Hauptrolle in dem Independent-Film Silong (2015). In dem Regiedebüt des Sängers Jeffrey Hidalgo spielt sie an der Seite von Piolo Pascual. Im April 2016 verlängerte sie ihren Vertrag mit dem GMA Network.
Neben ihrer Schauspielkarriere versuchte Ramos, sich auch als Model und Sängerin zu etablieren. 2009 erschien bei X-Play/Bellhaus Entertainment (Universal) ihr Dance-Album Audition Dance Battle zu einem gleichnamigen Online-Spiel. Sie singt darauf den Song You.

## Filmografie (Auswahl)

### Fernsehserien
| Jahr      | Titel                                  | Rolle                   | Anmerkungen         | Network Channel |
| --------- | -------------------------------------- | ----------------------- | ------------------- | --------------- |
| 2006/2007 | Captain Barbell                        | Leah Lazaro             | Hauptrolle          | GMA Network     |
| 2007      | Lupin                                  | Avril Legarda           | Hauptrolle          | GMA Network     |
| 2007/2008 | Sine Novela: My Only Love              | Cindy Moreno            | Hauptrolle          | GMA Network     |
| 2008      | Codename: Asero                        | Claire Morales          | Besondere Teilnahme | GMA Network     |
| 2008/2009 | LaLola                                 | LaLolita „Lola“ Padilla | Hauptrolle          | GMA Network     |
| 2009      | Zorro                                  | Lolita Pulido           | Hauptrolle          | GMA Network     |
| 2009      | Stairway to Heaven                     | Jodi Reyes/Jenna Cruz   | Hauptrolle          | GMA Network     |
| 2010      | Ilumina                                | Romana Sebastian        | Hauptrolle          | GMA Network     |
| 2013      | Indio                                  | Magayon                 | Hauptrolle          | GMA Network     |
| 2013      | Genesis                                | Raquel Hernandez        | Hauptrolle          | GMA Network     |
| 2014      | Magpakailanman: Life After Death       | Jane Sison              | Hauptrolle          | GMA Network     |
| 2014      | My Destiny                             | Joy Dela Rosa           | Hauptrolle          | GMA Network     |
| 2014      | Magpakailanman: Ang Biyudang Nakaitim  | Rebecca „Bega“          | Hauptrolle          | GMA Network     |
| 2015      | The Rich Man's Daughter                | Jade Tanchingco         | Hauptrolle          | GMA Network     |
| 2016      | Magpakailanman: Ang Kakambal Kong Ahas | Melissa                 | Hauptrolle          | GMA Network     |
| 2016      | Sinungaling Mong Puso                  | Clara                   | Hauptrolle          | GMA Network     |

### Fernsehshows
- 2006/2010: SOP Rules
- 2008: Pinoy Idol Extra
- 2010: Diz Iz It
- 2010: Pinoy Records
- 2010/2013: Party Pilipinas
- 2013/2015: Sunday All Stars

### Filme
- 2007: The Promise
- 2007: Ouija
- 2008:	My Monster Mom
- 2008: I.T.A.L.Y.
- 2009: Sundo
- 2009: Ang Panday
- 2011:	My Valentine Girls
- 2011: The Road
- 2011: Ang Panday 2
- 2012:	My Kontrabida Girl
- 2012: Sosy Problems
- 2015: Silong
- 2016: Saving Sally
- 2017: Fallback
- 2018: The Trigonal: Fight for Justice
- 2018: Tres
- 2018: Kung Paano Siya Nawala